# Tundra de Alaska-St. Rango Elias

## Encuadre
Esta ecorregión consta de una larga serie de altas montañas pedregosas del Interior de Alaska. Dirigiéndose hacia el norte desde el fondo de la península de Alaska, hacia el este incluyendo la cordillera de Alaska y hacia el sur para incluir las montañas Wrangell y San Elías en Alaska oriental en la frontera entre Canadá y EE. UU. hasta la bahía de Yakutat.
En Canadá, la ecorregión incluye la parte suroeste del Territorio del Yukón y la esquina noroeste de la Columbia Británica. Estas montañas están en gran parte cubiertas con nieve y hielo permanentes, con nieve permanente por encima aproximadamente de 2150 m, y están separadas por valles llenos de campos de hielo y grandes glaciares. Hay pequeñas zonas que no están bajo el hielo y consisten en roca, canchales y tundra alpina.
Las elevaciones de la ecorregión van desde el nivel del mar (en la costa occidental) y los 600 m en los valles hasta picos de más de 4.000 m. De hecho, Denali (Monte McKinley), la cumbre más alta de América del Norte con 6,100 m, se encuentra aquí, mientras que las montañas de San Elías llegan a 6000 m y son algunos de los picos más altos de Canadá. 
Esta ecorregión está ampliamente separada de la costa por los campos de hielo de la costa del Pacífico y la tundra, por lo que el clima es continental. Las precipitaciones varían de 200 mm por año en las laderas más altas a 400 mm por año en las zonas bajas.

## Flora
El permafrost está por todas partes en las laderas más altas pero hay manchas de vida de la tundra alpina en las elevaciones más bajas, (Dryas octopetala) y Ericas, tales como el Vaccinium vitis-idaea y la Cassiope tetragona.

## Fauna
Los animales del área incluyen grandes osos marrones en el parque nacional Denali y la costa del sudoeste cerca del lago Iliamna y de la bahía de Kamishak. Otros mamíferos son la cabra de montaña, el caribú, el alce, la oveja Dall, el castor norteamericano y la liebre americana. Los ríos de la zona son el hogar del salmón. Entre los pájaros se cuentan el urogallo del sauce, el carbonero lapón, la collalba, la curruca de Wilson y el carbonero boreal.

## Amenazas y preservación
Este es en gran parte un ambiente virgen donde viven grandes depredadores, aunque hay algo de desarrollo asociado con el turismo, especialmente en Kantishna cerca de Denali Park, y algunas actividades de minería, como el campo de minas de cobre abandonado de Kennecott (Alaska) en las montañas Wrangell y la minería de carbón en Nabesna y Healy, Alaska.
Las áreas protegidas incluyen el Parque nacional y reserva del lago Clark, el parque nacional Denali, el Parque Estatal Denali adyacente, el Refugio Nacional de Vida Silvestre Tetlin y el Wrangell-St. Elias Park y Rreserva, todos en Alaska, y partes del Parque Provincial Tatshenshini-Alsek y del Parque Nacional y Reserva Kluane en Canadá.